# Мореходни качества
Мореходни качества (на плавателен съд/на кораб) са качествата на съда (кораба), които определят неговата способност безопасно да извършва плаване при всякакво състояние на морето и по всяко време, а също и да запазва живучест в случай на повреда. Мореходните качества са предмет на изучаване на наука с име „Tеория на кораба“.

## Мореходни качества
- Мореходност – съвкупността от качества, определящи способността за плаване и използване на механизмите и оборудването до определени условия на морето: височина на вълните и сила на вятъра. Мореходността на кораба се определя, на първо място, от характера на неговото люлеене. Включва в себе си:
  - Плаваемост по вълната – способността да се преодолява вълната (особено щормовата) без опасни последствия (например без забиване). Зависи от обводите и височината на бордовете в носовата част.
  - Заливаемост – количеството вода, поета от палубата и надстройките при определено състояние на морето.
  - Запръскваемост – количество пръски, поети от палубата и надстройките при определено състояние на морето.
  - Ветрозащитеност – условията за експлоатация на съда и работата на екипажа при зададена сила на вятъра.

- Устойчивост – способността на съда, отклонен от външни сили от равновесното положение и оставен сам по себе си, отново да се връща към положение на равновесие[1]. Речните съдове следва да имат максималната възможна начална устойчивост, за да не може бордовото налягане на вятъра, или внезапното събиране на единия борд на пътниците, да доведе до потопяване на долните палуби и отворените илюминатори. Устойчивостта на морския съд съществено влияе на величината на размаха и резкостта на клатенето (люлеенето), намаляването на които се постига само при намаляване на началната устойчивост[2].

- Плаваемост – способността на съда да плава при зададеното натоварване, имайки зададеното газене. Мярка за плавучестта е водоизместимостта. Обема на водонепроницаемите отсеци над водолинията се нарича Запас на плаваемост. По същество, това е този обем вода, който съда може да поеме свръх разчетното натоварване до достигане на пълна загуба на плаваемост. На запаса на плаваемост влияят височината на надводния борд, наличието на водонепроницаеми надстройки и целостта на корпуса и надстройките.

Запаса на плаваемост отрицателно се отнася към възможността за удържане на курса, ходкостта и мореходността на съда в щормови условия, плаването като цяло, тъй като излишния надводен обем е подложен пряко на силовите въздействия на щормовите вълни, което води до увеличаването на всички видове люлеене (клатене), и, като следствие, загуба на ход и често забиване на носовата палуба на съда под насрещните вълни. Възможно е хидродинамично компенсиране на външните сили от страна на интензивните трохоидални гребени на вълните, продиктувани от щормовата природа на откритото море, което се осигурява със специална форма на корпуса, и обикновено се характеризира със стесняването на краищата на съда, завала навътре на форщевена и бордовете в средната част на корпуса, специалната конструкция на тясна „крайцерска“ кърма.
- Ходкост – способността на съда да поддържа скоростта на хода и маневреност на зададените курсове относително морското вълнение и вятър, при условията на удовлетворителна обитаемост за екипажа и пътниците, съхранност на товарите и необходимата работоспособност на всички бордови устройства и механизми. Зависи от мощността на главните механически двигатели или ефективността на ветрилното въоръжение. Като показател за ефективност на морските съдове се свързва с нивото на съхраняване на хода в реални щормови и ледови условия на плаване, което се обуславя от възможността за използване на пълната мощност на главните машини или ефективната площ на платната в условията на интензивно вълнение и силни ветрове.[3][2]

- Клатене – регулярните постъпателни (вертикалните, напречните и постъпателните) и вращателните (бордовите, килевите и занасяне) колебания на корпуса на съда под външното силовото въздействие на морското вълнение.[1] Намаляването на мореходността на съда е свързано с развитие на бордовото и килевото клатене, заплашващи с преместване на товарите, разрушение на вътрекорпусните връзки и срутване на тежки механизми от техните фундаменти вследствие на ускорението и претоварването при щормово плаване. Сумарното действие на киловото и вертикалното люлеене е способно да доведе до състояние на безтегловност тежките товари в носовите трюмове, което при удвояване (2•g) на ускорението в обратната фаза на щормовото колебание на корпуса заплашва с опасни деформации и нарушаване на херметичността на обшивката на корпуса.

- Непотопимост – способността на кораба да остава на вода и не се преобръща в условията, когато един или няколко от неговите отсека са пълни (потопени) с вода. Непотопимостта се осигурява от запаса на плаваемост, устойчивостта, целостта на корпуса и надстройките, наличието и състоянието на водонепроницаеми прегради и палуби (платформи), разделящи корпуса на кораба на отсеци, наличието на средства за борба с повредите, а също и от субективни фактори (готовност и умение на екипажа да води борба за живучест на съда).[1]

- Управляемост – способността на съда да изменя или съхранява курса, според необходимостта от това[3]. Управляемостта е комплексно мореходно качество и, като такова, включва в себе си въпросите:
  - Маневреност – способността на съда да изменя направлението на своето движение при отклонение на руля с определен ъгъл. Маневреността се характеризира със скоростта на изменение на курса и диаметъра на циркулацията;
  - Устойчивост на курса (курсова устойчивост) – способността на съда да съхранява неизменно направлението на своето движение без външна намеса;
  - Управляемост при вятър – може да се окаже, че в условията на силен вятър управляемостта на съда е недостатъчна;
  - Управляемост на плитководие – в условията на плитководие се влошават както маневреността, така и курсовата устойчивост на съда;
  - Позициониране в зададена точка – способността на съда да съхранява своята позиция без използване на маршевата двигателна система;
  - Движението на съда с помощта на подрулващо устройство
  - Активно спиране (реверс) на съда – спирането на съда за сметка на работата на маршевата двигателна установка в режим „пълен назад“, а също и скоростта на това спиране и спирачния път на съда.

## Фактори, влияещи на мореходните качества
Мореходните качества съществено зависят от съотношението на условията на плаването (например височината, дължината и периода на вълните, скоростта на вятъра) и линейните размери и тегло на съда, а също и от неговата архитектура, форма на обводите, натоварването и други параметри.
При конструиране на съда задачите за осигуряване на различните мореходни качества могат да си противоречат едни на други. Постигането на добри мореходни качества са сложна конструкторска задача и зависят в голяма степен от опита и интуицията на конструктора.
Мореходните качества на съда, и особено на бойния кораб, не следва да се смесват нито с техническите изисквания, нито с тактико-техническите елементи. И тези и другите са продиктувани от предназначението и очакваните способи за използване. Те са предмет на отделни дисциплини.